# Mado de l'Isle
Pour les articles homonymes, voir L'Isle.
 Mado de l'Isle, née le 24 septembre 1919 à Québec et morte le 10 septembre 2015 dans la même ville, est une poète, écrivaine, romancière, biographe, essayiste, éditeur, auto-compositeur québécoise.

## Biographie
Enfant, Mado de l'Isle rêve de devenir écrivaine. C’est au pensionnat qu'elle écrit son premier roman Trouées dans les nuages.
Mariée, 6 enfants, elle utilise ses moments libres pour composer, se laissant guider par son inspiration créatrice et polyvalente. Elle écrit ainsi plus de 80 chansons dont 4 sont endisquées et 46 éditées dans 2 recueils pour les jeunes Chantimage. Elle crée des publicités et des chansons pour divers évènements, dont le Carnaval de Québec. En plus de reprendre Trouées dans les nuages, elle écrira 5 recueils de poésie, 2 romans et une biographie, celle de l'écrivain André Giroux. Elle en orchestre toutes les étapes de l'édition.
En 1993, elle crée une œuvre majeure Le poème apprivoisé. Ce guide de versification est utilisé comme manuel de référence dans les bibliothèques, les écoles et les universités. Peu après, maniant avec souplesse le langage poétique, elle explore une nouvelle forme d'écriture. Avec Au fil des jours, elle brosse un portrait de ses compagnes et compagnons de vie, à partir de leurs prénoms.
Plusieurs prix et distinctions lui sont remis, tant au Québec qu'en France.
En 2015, Mado de l'Isle coordonne la parution d'un recueil de poésie, Mouvance, qui est accompagné de la réimpression de Trouées dans les nuages.

## Honneurs
Prix mérités par l’auteur :
- 1960 – Chansons primées, Carnaval de Québec
- 1984 – Prix de poésie Isaac de Benserade, Québec-Normandie, France
- 1984 - Prix de poésie Anne de la Vigne, Québec-Normandie, France
- 1985 – Prix de poésie Albert Glatigny, Québec-Normandie, France
- 1986 – Prix de poésie Isaac de Benserade, Québec-Normandie, France
- 1987 – Prix de poésie Veyrier-du-Lac, France
- 1988 – Prix Reine Malouin, Société d’Étude et Conférence, Québec
- 1988 – Médaille honorifique, Gala de la Feuille d’Or, Lac-Beauport
- 1990 – Prix  de  chanson, Festival de Barjols, France
- 1990 – Prix de poésie, Veyrier-du-Lac, France
- 1991 – Prix de poésie Gaston Berry, France
- 1991 – Prix de poésie Guillaume le Troubadour, France
- 1991 – Prix de chanson, Festival de Barjols, France
- 1992 – Prix de chanson, Festival de Barjols, France
- 1992 – Prix de poésie Délégation Vendée, France
- 1993 – Mention d’honneur, Société des Écrivains canadiens
- 1993 – Diplôme d’excellence, Délégation Poitiers, France
- 1994 – Prix du livre Gine Delieure pour Le Poème apprivoisé, Délégation Poitou, Charente, Vendée en France.
- 1997–1998–1999–2000–2001–2002–2003–2004–2006, FADOQ, Prix de poésie Festival international de la poésie de Trois-Rivières

## Œuvres de l'Auteur
- Chantimage Volume I (chansons) - 1981
- Chantimage Volume II (chansons) - 1983
- Trouées dans les nuages (récit) - 1985
- Sous le ciel des saisons (poésie) - 1986
- Sur la mer du temps (poésie) - 1990
- Le poème apprivoisé (versification) - 1992
- Parcelles de vie (poésie) - 1993
- André Giroux (biographie) - 1994
- Les secrets de Marie-Ange (roman) - 1996
- Battu par le vent (roman) - 2002
- Écume de mer (poésie) - 2003
- Au fil des jours (poésie) - 2010
- Mouvance (poésie) - 2014
- L’Envers du rêve - 2015